# Circuits de sport mécanique en France
Les circuits français de sport mécanique sont des lieux en France permettant la pratique des sports motorisés. Ils sont de types variés et certains organisent des compétitions.

## Présentation
Pour l'automobile, il existe en France environ : 
- 50 circuits asphaltés[2], dont 19 organisent des compétitions. Parmi ces derniers, trois sont temporaires : le circuit des 24 Heures au Mans, le Circuit des Remparts à Angoulême, et le circuit de Pau-Ville. 34 circuits de vitesse sont approuvés par la FFSA[3] ;
- 400 circuits de karting[2], dont 130 organisent des compétitions. 280 pistes sont homologuées par la FFSA ;
- 100 circuits tout-terrain, dont seulement une dizaine sont permanents.

Selon l'article R331-35 du Code du sport : « Tout circuit sur lequel se déroulent des compétitions, essais ou entraînements à la compétition et démonstrations doit faire l’objet d’une homologation préalable. » Cette homologation est accordée pour une durée de quatre ans :
1. Par le ministre de l’intérieur, après visite sur place et avis de la Commission Nationale d’Examen des Circuits de Vitesse (CNECV), lorsque la vitesse des véhicules peut dépasser 200 km/h en un point quelconque du circuit ;
2. Par le préfet du département, après visite et avis de la commission départementale de sécurité routière.

Une nouvelle homologation est nécessaire lorsque le tracé du circuit a fait l’objet d’une modification.
Les circuits réservés à des essais industriels ainsi que les circuits destinés de manière exclusive à la préparation du permis de conduire ou à l’enseignement de la sécurité routière ne sont pas soumis à une procédure d’homologation.

## Différents types

### Circuit automobile
Un circuit automobile est une installation sportive comprenant une piste dont la surface est généralement bitumée. Elle sert habituellement à des courses de vitesse (avec pour catégorie reine la Formule 1) ou d'endurance (24 Heures du Mans). Les mêmes circuits servent aussi aux compétitions motocyclistes (par exemple MotoGP ou 24 Heures Moto) et aux compétitions d'autres types de véhicules, comme les camions.
Selon la législation française, un « circuit de vitesse » est un circuit où la vitesse atteinte en un point du circuit peut dépasser les 200 km/h. Il en existe une vingtaine en France, dont les circuits les plus connus.
Ces circuits en asphalte sont plus au moins longs et offre des caractéristiques différentes : tracés sinueux, rapides, virages lents, pistes vallonnées... Le plus long circuit est celui des 24h du Mans avec une longueur atteignant les 13 629 mètres, mais ce dernier est un circuit temporaire. En deuxième position, on trouve le Circuit de Mortefontaine (5 200 m de long) qui a été ouvert au public le 11 avril 2015. 
Par exemple, plus de dix circuits sont accessibles dans l'Ouest de la France: Le Sud Ouest est représenté par les circuits de Pau Arnos et de Nogaro. Un peu plus au Nord, du côté de Bordeaux, on trouve le circuit de Mérignac et la piste de Haute Saintonge. Encore plus au Nord, c'est sur le circuit du Val de Vienne que les pilotes amateurs et professionnels se donnent rendez-vous. Enfin, le Nord Ouest de la France dispose de pistes pour s'essayer à la conduite sportive : Fontenay-le-Compte en Vendée, Fay-de-Bretagne en Loire Atlantique, Le Mans en Sarthe, et le circuit de Lohéac aux portes de la Bretagne. 

### Circuit de karting
Les circuits de karting sont des variantes plus courtes et moins larges des circuits automobiles. Leur longueur varie de 800 à 1 500 mètres environ avec une largeur de 8 mètres en moyenne. En plus des circuits traditionnels en extérieur, il existe un grand nombre de piste couvertes, dites « indoor », destinées à la pratique du kart de loisir en location.

### Circuit de moto-cross
Les circuits de moto-cross sont des pistes entièrement en terre, sur terrain accidenté, pouvant être parcourues par des motos, side-cars, ou quads.

### Autres types de circuit
Les autres types de circuit sont des circuits pouvant posséder plusieurs types de surface sur un même tracé.
Les exemples les plus courants sont les circuits d'autocross ou de rallycross, destinés aux voitures, avec des pistes contenant une partie en terre et une autre partie en asphalte. Les équivalents motocyclistes de ce type sont les circuits de supermotard.

## Liste des circuits de France
Liste non exhaustive

### Circuits asphaltés
| Circuit                                                         | Commune, département                  |
| Grand Est                                                       | Grand Est                             |
| --------------------------------------------------------------- | ------------------------------------- |
| Anneau du Rhin                                                  | Biltzheim, Haut-Rhin                  |
| Pôles Mécanique des Ardennes                                    | Regniowez, Ardennes                   |
| Géoparc                                                         | Saint-Dié-des-Vosges, Vosges          |
| Circuit de Chambley                                             | Hagéville, Meurthe-et-Moselle         |
| Circuit de Chenevières                                          | Chenevières, Meurthe-et-Moselle       |
| Nouvelle-Aquitaine                                              |                                       |
| Circuit Pau-Arnos                                               | Arnos, Pyrénées-Atlantiques           |
| Circuit de Pau-Ville                                            | Pau, Pyrénées-Atlantiques             |
| Circuit du Mas du Clos                                          | Saint-Avit-de-Tardes, Creuse          |
| Circuit de Mérignac                                             | Mérignac, Gironde                     |
| Circuit du Mornay                                               | Bonnat, Creuse                        |
| Circuit du Val de Vienne                                        | Le Vigeant, Vienne                    |
| Circuit de Haute Saintonge                                      | La Genétouze, Charente-Maritime       |
| Circuit des Remparts                                            | Angoulême, Charente                   |
| Occitanie                                                       |                                       |
| Circuit d'Albi                                                  | Le Séquestre, Tarn                    |
| Circuit Paul Armagnac                                           | Nogaro, Gers                          |
| Circuit Daniel Pescheur                                         | Toulouse, Haute-Garonne               |
| Circuit de Mireval                                              | Mireval, Hérault                      |
| Circuit de Lédenon                                              | Lédenon, Gard                         |
| Pôle Mécanique Alès-Cévennes                                    | Saint-Martin-de-Valgalgues, Gard      |
| Auvergne-Rhône-Alpes                                            |                                       |
| Circuit Paddock 42                                              | Andrézieux-Bouthéon, Loire            |
| Circuit de Ladoux                                               | Clermont-Ferrand, Puy-de-Dôme         |
| Circuit de Charade                                              | Saint-Genès-Champanelle, Puy-de-Dôme  |
| Circuit d'Issoire                                               | Issoire, Puy-de-Dôme                  |
| Circuit du Bourbonnais                                          | Montbeugny, Allier                    |
| Circuit de Lurcy-Lévis                                          | Lurcy-Lévis, Allier                   |
| Circuit du Laquais                                              | Champier, Isère                       |
| Circuit des Montagnes de Lans                                   | Lans-en-Vercors, Isère                |
| Circuit auto de Thurigneux                                      | Saint-Jean-de-Thurigneux, Ain         |
| Hauts-de-France                                                 |                                       |
| Circuit de Croix-en-Ternois                                     | Croix-en-Ternois, Pas-de-Calais       |
| Circuit Montagne de Fer                                         | Lezennes, Nord                        |
| Stadium automobile d'Abbeville                                  | Abbeville, Somme                      |
| Circuit de Clastres                                             | Clastres, Aisne                       |
| Circuit des Ecuyers                                             | Beuvardes, Aisne                      |
| Circuit de Folembray (nl)                                       | Folembray, Aisne                      |
| Circuit des Hell Hawks                                          | Juvincourt-et-Damary, Aisne           |
| Circuit de Mortefontaine (CERAM)                                | Mortefontaine, Oise                   |
| Bourgogne-Franche-Comté                                         |                                       |
| Circuit de Nevers Magny-Cours                                   | Magny-Cours, Nièvre                   |
| Circuit de Dijon-Prenois                                        | Prenois, Côte-d'Or                    |
| Circuit de l'Auxois                                             | Meilly-sur-Rouvres, Côte-d'Or         |
| Circuit de Bresse                                               | Frontenaud, Saône-et-Loire            |
| Bretagne                                                        |                                       |
| Circuit de Kerlabo                                              | Cohiniac, Côtes-d'Armor               |
| Circuit de Lohéac                                               | Lohéac, Ille-et-Vilaine               |
| Centre-Val de Loire                                             |                                       |
| Circuit de l'Ouest Parisien                                     | Dreux, Eure-et-Loir                   |
| Circuits du Val de Loire                                        | Thenay, Loir-et-Cher                  |
| Circuit de La Châtre                                            | La Châtre, Indre                      |
| Île-de-France                                                   |                                       |
| Circuit Carole                                                  | Tremblay-en-France, Seine-Saint-Denis |
| Circuit automobile LFG                                          | La Ferté-Gaucher, Seine-et-Marne      |
| Circuit Espace Plus                                             | Marcoussis, Essonne                   |
| Autodrome de Linas-Montlhéry                                    | Montlhéry, Essonne                    |
| Circuit Jean-Pierre Beltoise                                    | Trappes, Yvelines                     |
| Normandie                                                       |                                       |
| Circuit d'Essay                                                 | Essay                                 |
| Circuit de l'Eure                                               | Saint-Just, Eure                      |
| Circuit de vitesse de Vendeuvre                                 | Vendeuvre, Calvados                   |
| Circuit automobile EIA                                          | Pont-l'Évêque, Calvados               |
| Circuit de vitesse de Herqueville                               | Herqueville, Manche                   |
| Pays de la Loire                                                |                                       |
| Circuit Bugatti Circuit des 24 Heures Circuit de Maison Blanche | Le Mans, Sarthe                       |
| Piste Fontenay Pôle 85                                          | Fontenay-le-Comte, Vendée             |
| Circuit du Puits d'Enfer                                        | Château-d'Olonne, Vendée              |
| Circuit de Loire-Atlantique                                     | Fay-de-Bretagne, Loire-Atlantique     |
| Provence-Alpes-Côte d'Azur                                      |                                       |
| Circuit Paul-Ricard                                             | Le Beausset, Var                      |
| Circuit du Luc                                                  | Le Luc, Var                           |
| Circuit de Miramas                                              | Istres, Bouches-du-Rhône              |
| Centre d’essais Michelin de Fontange                            | Salon-de-Provence, Bouches-du-Rhône   |
| Circuit du Grand Sambuc                                         | Vauvenargues, Bouches-du-Rhône        |

### Circuits de karting
| Circuit                                      | Lieu                      | Événements |
| Bretagne                                     | Bretagne                  | Bretagne   |
| -------------------------------------------- | ------------------------- | ---------- |
| Circuit de Lohéac                            | Lohéac, Ille-et-Vilaine   |            |
| Lorraine                                     |                           |            |
| Circuit de Lommerange                        | Lommerange, Moselle       |            |
| Pays de La Loire                             |                           |            |
| Circuit International de Karting             | Le Mans, Sarthe           |            |
| Circuit de Laval-Beausoleil - Louis Paillard | Laval, Mayenne            |            |
| Circuit Roger Gaillard                       | Ancenis, Loire-Atlantique |            |
| Picardie                                     |                           |            |
| Circuit RLS Karting                          | Rochy-Condé, Oise         |            |
| Occitanie                                    |                           |            |
| Karting 2 Muret                              | Muret, Haute-Garonne      |            |
| Auvergne-Rhône-Alpes                         |                           |            |
| Karting du Laquais                           | Champier, Isère           |            |

### Circuits de motocross
| Circuit                        | Lieu                       | Événements                                                                                      |
| Bretagne                       | Bretagne                   | Bretagne                                                                                        |
| ------------------------------ | -------------------------- | ----------------------------------------------------------------------------------------------- |
| Circuit de la Chambre au Loup  | Iffendic, Ille-et-Vilaine  | Championnats du monde de motocross / Championnats français de motocross                         |
| Circuit de Lesteno             | Saint-Nolff, Morbihan      | Championnats du monde de motocross / Motocross des nations / Championnats français de motocross |
| Bourgogne-Franche-Comté        |                            |                                                                                                 |
| Circuit de la Versenne         | Villars-sous-Écot, Doubs   | Championnats du monde de motocross / Motocross des nations / Championnats français de motocross |
| Centre-Val de Loire            |                            |                                                                                                 |
| Circuit des Tonnes             | Brou, Eure-et-Loir         | Championnats du monde de motocross / Championnats français de motocross                         |
| Hauts-de-France                |                            |                                                                                                 |
| Circuit de motocross de Cassel | Cassel, Nord               | Championnats du monde de motocross / Motocross des nations / Championnats français de motocross |
| Nouvelle-Aquitaine             |                            |                                                                                                 |
| Circuit des Mullons            | Cognac, Charente           | Championnats du monde de motocross / Motocross des nations / Championnats français de motocross |
| Circuit du Puy de Poursay      | Mazeray, Charente-Maritime | Championnats du monde de motocross / Motocross des nations / Championnats français de motocross |
| Circuit de Ahun                | Ahun, Creuse               | Championnats français de motocross                                                              |
| Occitanie                      |                            |                                                                                                 |
| Circuit du Puech Rampant       | Castelnau-de-Lévis, Tarn   | Championnats du monde de motocross / Championnats français de motocross                         |
| Circuit Georges Filhol         | Lacapelle-Marival, Lot     | Championnats du monde de motocross / Championnats français de motocross                         |
| Circuit Joël Robert            | Laguépie, Tarn-et-Garonne  | Championnats du monde de motocross / Championnats français de motocross                         |
| Circuit de la comtesse         | Plomion, Aisne             | Championnats du monde de motocross / Championnats français de motocross                         |
| Pays de la Loire               |                            |                                                                                                 |
| Circuit de l'Haître Hulain     | Château-du-Loir, Sarthe    | Championnats du monde de motocross / Championnats français de motocross                         |
| Circuit Raymond Demy           | Ernée, Mayenne             | Championnats du monde de motocross / Motocross des nations / Championnats français de motocross |

### Autres circuits
Circuit Paddock 42 : circuit pour stages de pilotage sur terre à Andrézieux-Bouthéon (Loire)
Circuit de Serre Chevalier : circuit pour stages de conduite sur glace à Serre Chevalier (Hautes Alpes)
Circuit Glace Abondance : circuit pour stages de conduite sur glace à Abondance (Haute-Savoie)